# Saint-Nolff
Saint-Nolff är en kommun i departementet Morbihan i regionen Bretagne i nordvästra Frankrike. Kommunen ligger i kantonen Elven som tillhör arrondissementet Vannes. År 2022 hade Saint-Nolff 3 952 invånare.

## Befolkningsutveckling
Antalet invånare i kommunen Saint-Nolff
| Referens: INSEE |

## Vänorter
- Pedrajas de San Esteban, Spanien (1991)